# Gary Richrath
Gary Dean Richrath (Peoria, Illinois, 18 de octubre de 1949 - Blomington, Illinois, 13 de septiembre de 2015) más conocido como Gary Richrat, fue un guitarrista de la banda REO Speedwagon y compositor estadounidense que estuvo activo desde 1967 hasta 2015.

## Biografía
Gary nació en Peoria el 18 de octubre de 1949. como de Curtis Richrath (1927-2012) y de Eunice Richrath (Soletra; Leuthold) y se graduó East Peoria Community High School, y en los años setenta se hizo vocalista de REO Speedwagon hasta su muerte en 2015

## Muerte
Murió a los 65 años de edad el 13 de septiembre de 2015 en Bloominton a causa de un cáncer de estómago.

## Discografía

### Con Richrath
- Solo los fuertes sobreviven (1992)

### Con REO Speedwagon
- R.E.O. Speedwagon (1971)
- R.E.O./T.W.O. (1972)
- Riden' the Storm Out (1973)
- Perdido en un sueño (1974)
- Esta vez lo decimos en serio (1975)
- R.E.O. (1976)
- En vivo: Obtienes lo que juegas por (1977)
- Puedes afinar un piano, pero no puedes pescar atún (1978)
- Nueve vidas (1979)
- Hola Infidelidad (1980)
- Buen problema (1982)
- Las ruedas están girando (1984)
- La vida como la conocemos (1987)
- The Hits (1988) (2 nuevas canciones: "I Don't Want to Lose You", "Here with Me")